# Nam June Paik
Nam June Paik (20 de juliol del 1932, Seül, Sudogwon, Corea del Sud – 29 de gener del 2006, Miami, Florida, Estats Units), fou un compositor i un dels pares del Videoart, de la segona meitat del Segle XX. Va col·laborar freqüentment amb l'artista nord-americana Charlotte Moorman. Als 18 anys, amb l'inici de la Guerra de Corea, va emigrar cap al Japó, on va estudiar estètica occidental, música i història de l'art a la Universitat de Tòquio. Més tard viatjà a Alemanya, on va seguir estudiant música a Múnic, després a Colònia i finalment al Conservatori de Freiburg.

## Biografia i trajectòria
Nam June Paik neix a Seül, Corea del Sud. Tenia quatre germans més grans que ell i el seu pare treballava en la indústria tèxtil. Quan era un nen s'interessà pel piano i cursà uns estudis.
El 1950 la seva família i ell es veuen obligats a abandonar casa seva a causa de la Guerra de Corea i la primera destinació fou Hong Kong, Xina. Pot temps després, i per causes encara desconegudes, marxaren al Japó. Es va graduar, 6 anys més tard (1956), en la Universitat de Tòquio, amb els estudis d'Història de l'Art i Història de la música. També va realitzar una tesi, que es va inspirar en Arnold Schöenberg, un important Compositor, teòric de la música i professor. Per acabar la seva formació, viatjà cap a Alemanya, on coneix a John Cage, artista contemporani del moment que l'introdueix en el moviment Fluxus, creat per Josef Maciunas als Estats Units el 1961.
La República Federal Alemanya viu uns anys de creixement creatiu i és allà on Nam realitza la seva primera exposició individual, l'any 1963, a Wuppertal. El mateix any torna a viatjar al Japó on, amb l'ajuda del seu germà, creen el Robot K-456 que emetia discursos de Kennedy, Churchill i Hitler, engolia mongetes i les rebutjava a través d'una obertura en la part posterior.
La peça es presenta en el Festival Avant-Garde de Nova York, l'any 1964 i després és exposada a les principals ciutats europees, com per exemple Alemanya, Suècia i Londres.
L'any 1996, Nam June Paik va tenir un accident que el va deixar parcialment paralític. Nam June Paik va morir el 29 de gener de 2006, a Miami, degut a causes naturals.

## Influències i moviments
A finals dels anys 50 i principi dels 60, sorgeix el moviment neodadaista com a reacció a l'art de l'expressionisme abstracte. D'aquí deriva el moviment FLUXUS, que és un moviment artístic de les arts visuals i també de la música i la literatura. El seu gran auge va ser durant les dècades dels 60 i 70 i es posicionava en contra de l'objecte artístic tradicional i es proclamà així mateix com Anti-Art.
El moviment va ser organitzat per George Maciunas, i es va estendre per Nord Amèrica, Europa i el Japó.
Nam June Paik participa com a col·laborador en algunes obres, ja que moltes d'aquestes únicament es fixaven en la música. Ell incorporà l'afegit visual amb el qual donà una volta completa al que s'estava produint fins al moment.
Per altra banda, durant els anys 60, aparegué també un moviment cultural i intel·lectual nou a Alemanya, de caràcter revolucionari, conegut com a Happening. Els seus principals representants foren Joseph Beuys, Wolf Vostell i Nam June Paik. La intenció d'aquest nou moviment era clara: mostra la societat tal com era.
Els artistes volien fer un retrat de la societat
de manera purista, mostrant la realitat sense amagar res, i així aconseguir ampliar la visió i les expectatives del públic.

## Obra
La seva obra sempre ha anat molt lligada a l'evolució tecnològica i per això sempre ha volgut introduir o aprofitar tot el que ha sorgit.
La tecnologia que utilitzava eren aparells quotidians que ell convertia en art, com per exemple televisors, ràdios, discs de vinil…
La seva primera exposició va ser a Alemanya, coneguda com a Exposition of Musik, l'any 1963, en la qual mostrà una peça construïda amb televisors.
Poc temps més tard, inaugurà la primera exposició en solitari a Nova York, sota el nom d'Electronic Art.
El 1965 mostra “La Lluna és el televisor més antic”, que consistia a mostrar cada fase de la lluna en un televisor diferent. En aquest projecte no va projectar les imatges, sinó que va manipular els raigs dels aparells amb un imant.
En aquesta mateix època desenvolupà el vídeo “Beatles Electronique”, en el qual va manipular fragments de diferents pel·lícules dels músics, mesclats amb les cançons més populars. Per això utilitza el Paik/Abe Video Synthesizer, aparell creat per ell mateix per a generar formes a partir d'elements electrònics.
En la majoria de les seves creacions treballa el happening, però al contrari que altres artistes, no utilitza la violència, sinó que prefereix la Ironia i la provocació.
Durant la segona meitat de la dècada dels 60, va continuar amb els seus experiments en el món del vídeo i de les performances. Al 1964 al Annual Avant Garde Festival de Nova York, va conéixer la fundadora del festival, artista de performance i cellista Charlotte Moorman, qui va passar a ser la seva col·laboradora principal, formant un duo icónic del moviment Fluxus.
El 1969, presenta a la galeria Howard Wise de Nova York, el que es coneix com la primera mostra de videoart. Durant l'exposició, titulada “TV as a Creative Medium”, Paik també presentà les obres “Participation TV” i “TV Bra for Living Scupture”. En aquestes dues, l'espectador pot interactuar i modificar mitjançant uns micròfons.
El primer museu que alberga una col·lecció de videoart és el Museu Everson de Siracusa, Nova York, que exhibí cintes seves el 1973 i va organitzar la seva primera gran Retrospectiva, coneguda com a “Nam June Paik: Videa’n Videology. 1959-1973".
Per als Jocs Olímpics de Seül de 1988, va realitzar una famosa obra, coneguda com “The More the Better”. Era una instal·lació de 1003 televisors col·locats en forma de piràmide. 

## Obres i exposicions

### Obres representatives
- TV Clock, 1965
- Mayor Lindsay, 1965
- Dieter Rot on Canal Street, 1966
- Mc Luhan Caged, 1967
- TV Glasses, 1971
- TV Cello, 1971
- TV Bed, 1972
- TV Garden, 1974
- Buddha TV, 1974
- Nam June Paik Edited for Television, 1975
- Video Fish, 1975
- TV Candle, 1975
- Merce by Merce by Paik, 1978
- Media Shuttle: Moscow/New York, 1978
- You Can't Lick Stamps in China, 1978
- Lake Placid, 1980
- Alan and Allen's Complaint, 1982
- The More the Better, 1988
- Living with the Living Theatre, 1989

### Obres i performances destacades
- 1965: "Café Gogo" a Nova York, amb la seva SonyPortapak. Participa en el Festival d'avantguarda de Nova York.
- 1971: Concert per a violoncel i imatges amb C. Moorman.
- 1972: Waiting for Commercials
- 1973: Global Groove
- 1988: Créació del robot Olympe de Gouges, àmb l'ocasió del bicentenari de la Revolució Francesa.
- 1993: The Misfits - 30 Years of Fluxus
- 1995: Wright Brothers[11]

### Exposicions rellevants
- 1967: Exposició a la Howard Wise Gallery de Nova York.
- 1968: Électronic Art II, Galeria Bonino de Nova York.
- 1969: T.V. as a creative medium, Howard Wise Gallery de Nova York.
- 1970: Happening Fluxus, a la Kunstverein de Colònia.
- 1976: Fish flies in the sky, Galeria Bonino de Nova York.
- 1977: Retrospectiva al Stedelijk Museum d'Amsterdam.
- 1978: Retrospectiva al Museu d'Art Modern de París.
- 1982: Retrospectiva Whitney Museum de Nova York
- 1983: Instal·lació tricolorvidéo (300 monitors), Centre Pompidou, París.

### Exposicions a museus
- Museu d'Art Modern de Nova York, (MOMA), 1977
- Centre Nacional d'Art i Cultural Gerges Pompidou, 1978
- Museu Whitney d'Art Americà de Nova York, 1982
- Museu Metropolità d'Art de Tòquio, 1984